# Pulau Gusung
Pulau Gusung är en del av en ö i Indonesien.   Den ligger i provinsen Sulawesi Selatan, i den centrala delen av landet, 1 500 km öster om huvudstaden Jakarta.